# Oberliga Nord 1956/57
In 1956/57 werd het tiende kampioenschap gespeeld van de Oberliga Nord, een van de vijf hoogste klassen in het West-Duitse voetbal. Hamburger SV werd kampioen en Holstein Kiel vicekampioen. Beide clubs plaatsten zich voor de eindronde om de Duitse landstitel. Holstein werd in de voorronde uitgeschakeld door Kickers Offenbach. HSV werd groepswinnaar en plaatste zich voor de finale, die ze met 4-1 verloren van Borussia Dortmund.

## Eindstand
| Plaats | Club                   | Wed. | W  | G  | V  | Saldo | Ptn. |
| ------ | ---------------------- | ---- | -- | -- | -- | ----- | ---- |
| 1.     | Hamburger SV           | 30   | 16 | 9  | 5  | 86:34 | 41   |
| 2.     | Holstein Kiel          | 30   | 15 | 9  | 6  | 46:38 | 39   |
| 3.     | Hannover 96            | 30   | 15 | 7  | 8  | 58:34 | 37   |
| 4.     | FC St. Pauli           | 30   | 13 | 7  | 10 | 40:52 | 33   |
| 5.     | Werder Bremen          | 30   | 14 | 3  | 13 | 65:53 | 31   |
| 6.     | VfL Osnabrück          | 30   | 12 | 7  | 11 | 37:40 | 31   |
| 7.     | Eintracht Braunschweig | 30   | 11 | 8  | 11 | 61:51 | 30   |
| 8.     | VfR Neumünster 1910    | 30   | 11 | 8  | 11 | 35:50 | 30   |
| 9.     | TuS Bremerhaven 93     | 30   | 12 | 5  | 13 | 42:49 | 29   |
| 10.    | 1. SC Göttingen 05     | 30   | 13 | 3  | 14 | 51:61 | 29   |
| 11.    | Altonaer FC 1893       | 30   | 9  | 10 | 11 | 51:51 | 28   |
| 12.    | Concordia Hamburg      | 30   | 11 | 6  | 13 | 36:38 | 28   |
| 13.    | Eintracht Nordhorn     | 30   | 8  | 10 | 12 | 37:48 | 26   |
| 14.    | VfL Wolfsburg          | 30   | 10 | 6  | 14 | 51:71 | 26   |
| 15.    | SV Arminia Hannover    | 30   | 9  | 5  | 16 | 39:48 | 23   |
| 16.    | Heider SV 1925         | 30   | 6  | 7  | 17 | 28:45 | 19   |

|  | Kampioen, geplaatst voor nationale eindronde |
|  | Geplaatst voor nationale eindronde           |
|  | Degradatie                                   |

## Promotie-eindronde

### Kwalificatie Nedersaksen
De vicekampioenen van de twee Nedersaksische Amateuroberliga's speelden tegen elkaar voor een plaats in de eindronde. 
|               |                        |       |           |        |
| 22 april 1957 | SuS Victoria Oldenburg | 2 - 4 | VfB Peine | Verden |
| 22 april 1957 |                        |       |           | Verden |

### Groep A
| Plaats | Club                | Wed. | Wa | G | V | Saldo | Ptn. |
| ------ | ------------------- | ---- | -- | - | - | ----- | ---- |
| 1.     | VfB Lübeck          | 6    | 3  | 1 | 2 | 08:04 | 7    |
| 2.     | VfB Peine           | 6    | 2  | 2 | 2 | 07:04 | 6    |
| 3.     | SC Sperber Hamburg  | 6    | 2  | 2 | 4 | 07:07 | 6    |
| 4.     | SV Union Salzgitter | 6    | 2  | 1 | 3 | 06:13 | 5    |

|  | Promotie naar Oberliga Nord 1957/58 |

### Groep B
| Plaats | Club                | Wed. | Wa | G | V | Saldo | Ptn. |
| ------ | ------------------- | ---- | -- | - | - | ----- | ---- |
| 1.     | 1. FC Phönix Lübeck | 6    | 3  | 2 | 1 | 09:06 | 8    |
| 2.     | VfB Oldenburg       | 6    | 2  | 2 | 2 | 11:07 | 6    |
| 3.     | Bremer SV           | 6    | 3  | 0 | 3 | 09:10 | 6    |
| 4.     | TSV Uetersen        | 6    | 1  | 2 | 3 | 06:10 | 4    |